# Gerhard Lippert
Gerhard Lippert (* 27. März 1926 in Zürich; † 11. März 2014 in Hamburg) war ein deutscher Journalist, Fernsehmoderator und Synchronsprecher.

## Leben
Lippert arbeitete als Redakteur für den NDR in Hamburg und drehte dort Sendungen für den Schulfunk, Werbespots und 1982 acht Folgen der Sendereihe Die Kriminalpolizei rät. Zwischenzeitlich fungierte er als Moderator der NDR-Unterhaltungsshow Aktuelle Schaubude. Einem breiten Publikum wurde Lippert in den 1980er Jahren durch seine Moderation des Schaufensters am Donnerstag im ZDF bekannt. Dort verlas er im Werbeblock des Vorabendprogramms wie ein Nachrichtensprecher Werbebotschaften. Darüber hinaus arbeitete Lippert auch als Synchronsprecher, beispielsweise für Lyndon Brook in Flammen über Fernost.
Gerhard Lippert starb kurz vor Vollendung seines 88. Lebensjahres und wurde auf dem Friedhof Ohlsdorf beigesetzt.

## Hörspiele

### Als Regisseur
- 1962: Jürgen Breest: Sechs Schuß Liebe (RB)
- 1963: Heinrich Mann: Die traurige Geschichte von Friedrich dem Großen (NDR)
- 1963: Heinrich von Kleist: Amphitryon (NDR)
- 1963: Jean Giraudoux: Amphitryon 38 (NDR)

### Als Sprecher (Auswahl)
- 1956: Hans-Joachim Reiche: Gesucht werden 40000 Klassenzimmer – Regie: Gerlach Fiedler (NDR)
- 1957: Ernst Schnabel: Ein Abend mit Ovid – Regie: Ernst Schnabel (NDR)
- 1958: Jan Rys: Das Verhör von Prag – Regie: Wolfgang Schwade (NDR)
- 1959: Rolf und Alexandra Becker: Gestatten, mein Name ist Cox (Folge: Rien ne va plus) – Regie: S. O. Wagner (NDR)
- 1961: Irmgard Wolffheim: Die Jagd nach dem Täter (Folge: Wo ist der Tote?) – Regie: S. O. Wagner (NDR)
- 1965: Richard Hey: Hochzeitsreport – Regie: Fritz Schröder-Jahn (NDR/SFB/SWF)
- 1968: Alexander Sternberg: Urteilen Sie selbst! – Regie: Günter Siebert (RB)
- 1970: Roman Hlavac: Ohne Ende – Regie: Fritz Schröder-Jahn (NDR)
- 1974: Reinhard Barth: Geschichten aus Weimar oder Wer rettet die Republik? – Regie: Reinhard Barth (NDR)
- 1976: Jörn Ebeling: An der Wand – Regie: Günter Bommert (NDR)
- 1983: Christof Teubel: Teamgeist – Regie: Matthias Esche (NDR)

(Quelle: ARD-Hörspieldatenbank)

## Synchronrollen (Auswahl)
- 1946: Pat Lane als Reporter in Weihnachten nach Maß
- 1954: Lyndon Brook als Carrington in Flammen über Fernost
- 1955: Brett Halsey als Pete in Die Rache des Ungeheuers
- 1963: Romolo Valli als Pater Pirrone in Der Leopard (Nachsynchronisation 1993)
- 1974: Luc Simon als Lancelot in Lancelot, Ritter der Königin
- 1974: John Finnegan als Inspektor Duffy in Columbo: Meine Tote – Deine Tote
- 1991: Joe Faust als Creightons Anwalt in Columbo: Tödliche Liebe
- 1991: Bruno Corazzari als Professor Brusco in Body Puzzle – Mit blutigen Grüßen
- 1996: Colin Clive als Baron Henry von Frankenstein in Dr. Who – Der Film